# 亨耳氏套
亨耳氏套（loop of Henle，Henle's loop，Henle loop）又稱髓袢（medullary loop），是由近直小管、细段和远直小管构成的U形袢；即从近曲小管结尾到远曲小管开端的肾单位部分。
其汉语和英语有许多异名，如：、亨利氏環、亨勒袢、肾单位袢（nephron loop），但是其解剖形態並非“環形”或“迴路”，此處術語 loop 是“彎曲”、“纏繞”之義。它以其發現者德國解剖學家Friedrich Gustav Jakob Henle 的名字命名。
亨耳氏套主要功能是在腎髓質中產生濃度梯度，其周围伴行毛细血管网，有浓缩超滤液和钠离子的等渗重吸收作用。亨耳氏套通過電解質泵的逆流倍增器系統，在髓質深處、靠近集合管系統中的乳頭管處形成一個尿素濃度高的區域。存在於乳頭管濾液中的水，通過水通道蛋白通道流出導管，被動地依濃度梯度向下移動。這個過程重新吸收水並產生濃縮尿液以供排泄。